# Wiktor Adam Malinowski
Wiktor Adam Malinowski (również jako Adam Wiktor Malinowski) (ur. 13 grudnia 1829 w Lublinie, zm. 4 maja 1892 w Warszawie) – polski malarz i dekorator teatralny.

## Życiorys
Syn Franciszka Malinowskiego i Józefy z Majewskich. Uczył się w rodzinnym mieście, był pomocnikiem geometry, a także pracował w fabryce pozłotniczej należącej do ojca, który równocześnie nauczał go rysunku. W tym czasie malował krajobrazy i szyldy, następnie pobierał lekcje rysunku u I. Urbańskiego i S. Morawskiego. Z początkiem 1851 został zatrudniony w dekoratorni teatrów warszawskich jako pomocnik Antonio Sacchettiego, który również był jego nauczycielem, ponadto pobierał lekcje u Józefa Głowackiego. Następnie wyjechał do Wiednia, gdzie studiował i pracował jako dekorator teatrów cesarskich pod kierunkiem Johanna Kautsky'ego. Po powrocie do Warszawy uczył się w Szkole Sztuk Pięknych, o ok. 1865 rozpoczął samodzielną pracę dekoratora. Prawdopodobnie Wiktor Adam Malinowski stworzył w sezonie 1866/67 dekorację tj.salę renesansową i francuską do wystawianego przez teatr lubelski dramatu "Ludwika de Lignerolles". W 1872-1888 pełnił obowiązki naczelnego dekoratora Warszawskich Teatrów Rządowych tj. Teatru Wielkiego, Rozmaitości i Letniego. W 1872 przygotował dekorację, przystawki i kurtynę dla teatru lubelskiego oraz dekoracje i kurtynę dla teatru w Ciechocinku. W 1874 stworzył projekt i namalował kurtynę dla Teatru Rozmaitości, na której umieścił wizerunki ojców teatru, polskich i światowych dramatopisarzy. Poza działalnością dekoratora zajmował się malarstwem sztalugowym, tworzył pejzaże i sceny rodzajowe. Jego prace były wystawiane od 1863 w Zachęcie, Salonie Krywulta i w Towarzystwie Przyjaciół Sztuk Pięknych w Krakowie. Tworzył również polichromie m.in. w kościołach w Zycku Polskim i Osmolinie. Prowadził kursy rysunkowe, do jego uczniów należeli m.in. Józef Guranowski, Karol Klopfer i Aleksander Kozłowski.